# Estação Ferrería/Arena Ciudad de México
A Estação Ferrería/Arena Ciudad de México é uma das estações do Metrô da Cidade do México, situada na Cidade do México, entre a Estação UAM-Azcapotzalco e a Estação Norte 45. Administrada pelo Sistema de Transporte Colectivo, faz parte da Linha 6.
Foi inaugurada em 21 de dezembro de 1983. Localiza-se no cruzamento da Avenida de las Granjas com a Estrada de Guadalupe. Atende o bairro Santa Catarina, situado na demarcação territorial de Azcapotzalco. A estação registrou um movimento de 8.644.085 passageiros em 2016.
Os usuários podem fazer conexão com o Trem Suburbano do Vale do México acessando a Estação Fortuna, situada próxima à estação do Metrô.